# Re:(disc)overed
| Recensione        | Giudizio |
| ----------------- | -------- |
| Bracket & Bracket |          |
| AllMusic          |          |

Re:(disc)overed è un album della band post-grunge statunitense Puddle of Mudd. L'album è costituito da cover di brani di alcune delle più famose rock band.

## Contesto
La band cominciò a registrare l'album nel marzo 2011. Dopo un tour e le prove per un nuovo album resero la band esausta mentalmente e fisicamente, e il gruppo cominciò a pensare a un album costituito interamente da cover. Scelsero 13 delle 30 canzoni prese in esame per entrare a far parte dell'album.

## Tracce
1. Gimme Shelter (The Rolling Stones cover) – 5:05
2. Old Man (Neil Young cover) – 5:06
3. T.N.T. (AC/DC cover) – 3:55
4. Stop Draggin' My Heart Around (feat. BC Jean) (Tom Petty & Stevie Nicks cover) – 4:07
5. The Joker (Steve Miller Band cover) – 4:08
6. Everybody Wants You (Billy Squier cover) – 3:36
7. Rocket Man (Elton John cover) – 6:05
8. All Right Now (Free cover) – 5:35
9. Shooting Star (Bad Company cover) – 5:17
10. D'yer Mak'er (Led Zeppelin cover) – 4:19
11. Funk #49 (James Gang cover) – 4:13

### iTunes Bonus Tracks
1. Cocaine (J.J. Cale cover) – 3:44
2. With a Little Help from My Friends (The Beatles cover - versione di Joe Cocker) – 6:60

## Formazione
- Wesley Scantlin: voce, chitarra
- Paul Phillips: chitarra solista
- Doug Ardito: basso
- Greg Upchurch: batteria
- Jeff Bowders: batteria
- Duane Betts: chitarra
- Corey Britz: basso, lap steel guitar
- Justin Durrigo: chitarra
- Bill Appleberry: pianoforte, organo